# Granica Austro-Węgier z Rosją

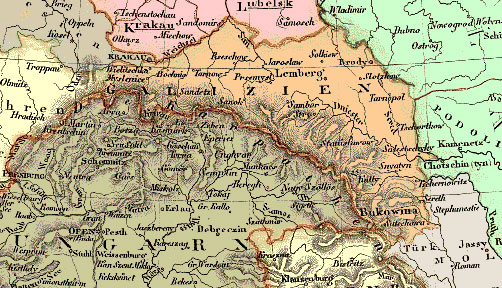
Granica Austro-Węgier (kolor pomarańczowy) z Rosją (kolor zielony i różowy)

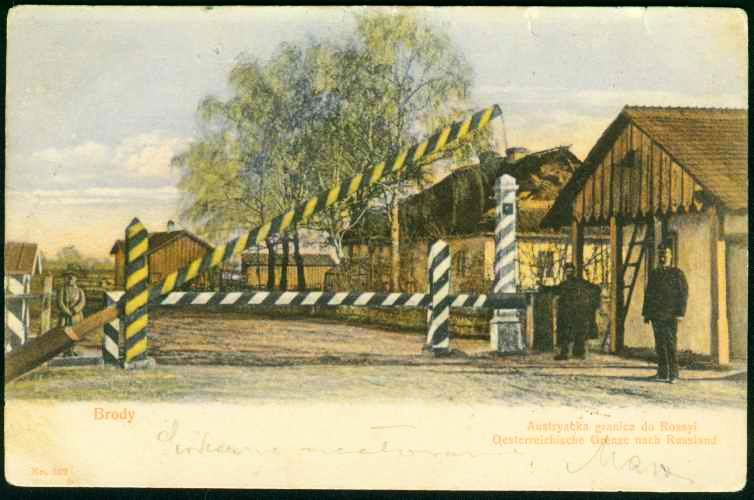
Przejście graniczne w Brodach

Granica Austro-Węgier z Rosją – granica międzypaństwowa dzieląca terytoria monarchii Austro-Węgier (Bukowina, Galicja) z Imperium Rosyjskim (Królestwo Kongresowe, ziemie zabrane) w latach 1867–1917.

## Przebieg
Początek granicy to trójstyk granic Austro-Węgier, Rumunii (zob. Granica austro-węgiersko-rumuńska) i Rosji nad Prutem (Nowosielica). Następnie granica biegła w kierunku północnym do rzeki Dniestr. Krótkim odcinkiem Dniestru, następnie w kierunku północnym rzeką Zbrucz, by na północny wschód od wsi Nowe Sioło przybrać kierunek północno-zachodni, pozostawiając stronie austro-węgierskiej Brody, dochodziła do rzeki Styr. Następnie biegła na północ od Łopatyna i Radziechowa, krętą linią dochodząc do rzeki Bug na północ od Sokala.
Przybierała tu kierunek zachodni, biegła od Bugu do Wisły, następnie Wisłą dochodziła prawie pod Kraków, gdzie odbijała na północ od Wisły, zostawiając Kraków po stronie austriackiej. Następnie biegła w kierunku północno-zachodnim do styku granic Austro-Węgier, Rosji i Niemiec w okolicy Trójkąta Trzech Cesarzy (zostawiając Mysłowice po stronie niemieckiej, Sosnowiec po stronie rosyjskiej i Jaworzno ze Szczakową po stronie austriackiej)
Granica pokrywała się z granicą ustaloną na kongresie wiedeńskim w 1815 roku, ze zmianami w 1846 (likwidacja Rzeczypospolitej Krakowskiej i wcielenie jej bezpośrednio do Austrii, późniejszych Austro-Węgier).

## Granica obecnie
W Bukowinie odbywają się Spotkania Graniczne upamiętniające tragiczne i bolesne wydarzenia związane z okresem zaborów celem zapoznania z historią Regionu. Zlikwidowana w 1918 granica zaborów została w dużej mierze powielona w czasach współczesnych. Granica administracyjna między województwami lubelskim a podkarpackim przebiega w większości według dawnej granicy ustalonej przez zaborców w 1815 (poza wyjątkami, np. w formie okolic Lubyczy Królewskiej, które obecnie wchodzą w skład województwa lubelskiego, a wcześniej znajdowały się w austriackiej Galicji, w przeciwieństwie do innych części obecnego województwa lubelskiego, które znajdowały się pod panowaniem rosyjskim. W okresie międzywojennym okolice Lubyczy znajdowały się w województwie lwowskim, a granica z województwem lubelskim biegła na północ od miejscowości i była rzeczywistą granicą dawnych zaborów). 
W okresie międzywojennym (1918-1939), po odzyskaniu przez Polskę niepodległości, granica województw krakowskiego, lwowskiego i tarnopolskiego z województwami kieleckim, lubelskim i wołyńskim była identyczna, jak wcześniejsza, sprzed 1914 roku, granica austriacko-rosyjska (przy czym przedwojenne polskie województwa krakowskie, lwowskie i tarnopolskie znajdowały się wcześniej pod panowaniem austriackim - w Galicji, a województwa kieleckie, lubelskie i wołyńskie pod panowaniem rosyjskim).